# Almería Western Film Festival 2024
La edición 14 del AWFF se celebró de los 10 al 13 de octubre de 2024 y fue dirigida por Juan Francisco Viruega. La gala final fue presentada por Luis Larrodera e incluyó la actuación de Vicente Navarro.

## Premios

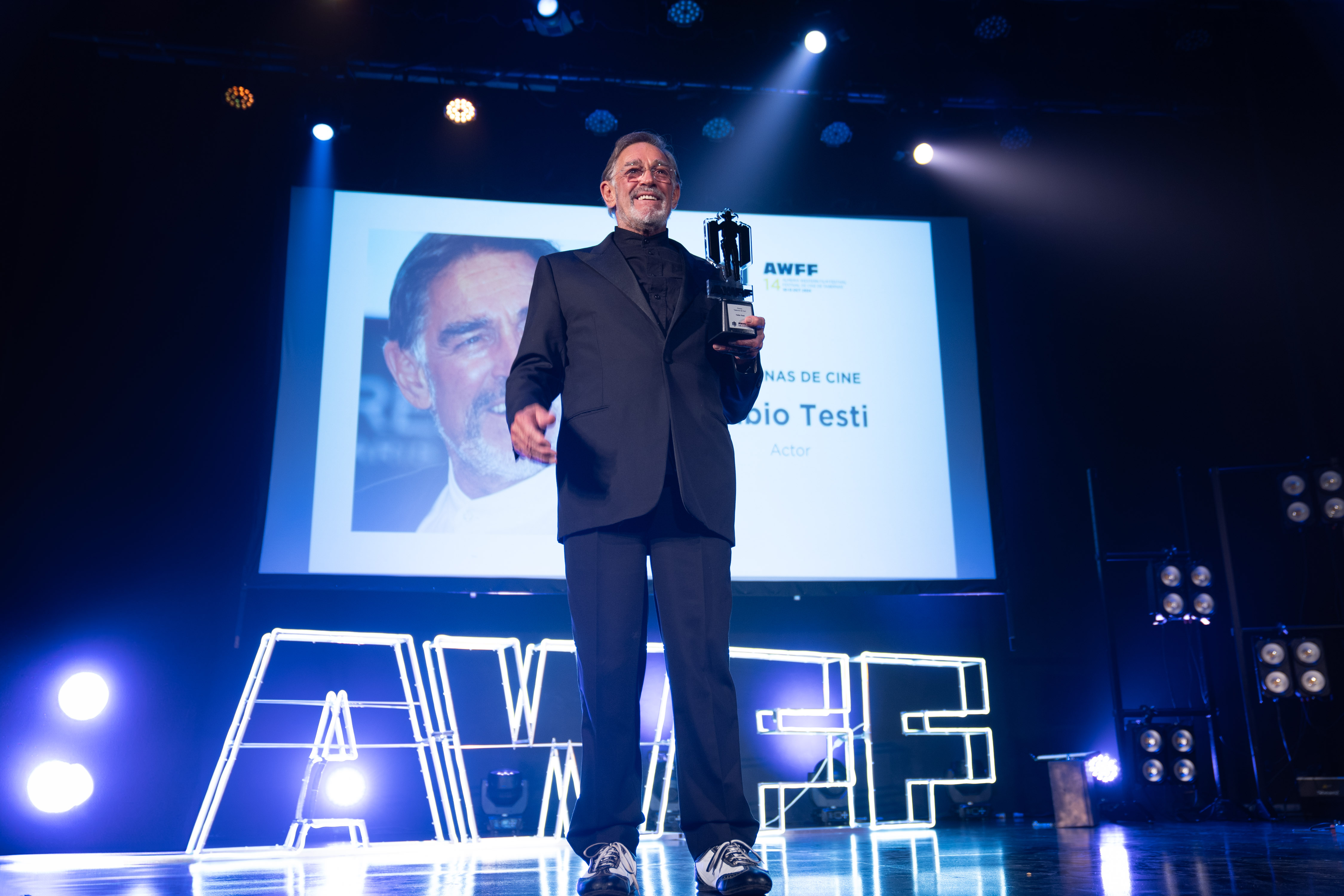
El actor Fabio Testi recogiendo su galardón en AWFF 2024

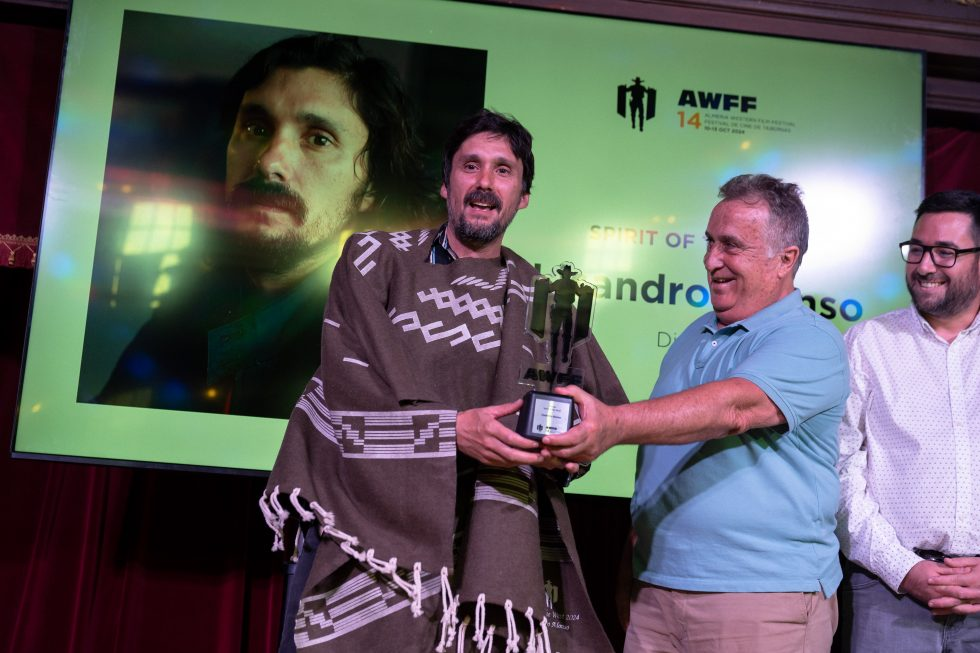
El director Lisandro Alonso recibe el galardón en 2024 del gerente de Fort Bravo, Rafael Molina.

Los premios concedidos fueronː
| palmarés                                                                | premiados                                                                  |
| ----------------------------------------------------------------------- | -------------------------------------------------------------------------- |
| Premio al Mejor Largometraje                                            | Hasta el fin del mundo, de Viggo Mortensen (2023)                          |
| Premio al Mejor Largometraje Neowéstern                                 | Eureka, de Lisandro Alonso (2023)                                          |
| Premio a la Mejor Interpretación Femenina                               | Mireia Vilapuig, por Escanyapobres (2024)                                  |
| Premio a la Mejor Interpretación Masculina                              | C. Thomas Howel por Ride (2024)                                            |
| Premio Carlo Simi a la Contribución Técnico-Artística al Género Wéstern | Paradise, de Max Isaacson (2024)                                           |
| Premio al Mejor Cortometraje                                            | Out on a Limb, de Filip Kojic (2024)                                       |
| Premio RTVA a la Mejor producción andaluza                              | El ladrón de lluvia, de Luis Sánchez (2023)                                |
| Mención especial del Jurado al Mejor Cortometraje                       | Dusty Do Good, de Jack Hughes (2023)                                       |
| Premio del Público al Mejor Largometraje                                | Francesco Zippel, por Sergio Leone, el italiano que inventó América (2022) |
| Premio del Público al Mejor Cortometraje                                | Dusty Do Good, de Jack Hughes (2023)                                       |

| premio                                  | premiados                                                       |
| --------------------------------------- | --------------------------------------------------------------- |
| Premio Tabernas de Cine                 | Fabio Testi, actor (Italia)                                     |
| Premio Spirit if the West               | Lisandro Alonso, director (Argentina)                           |
| Premio Leone in Memoriam                | Sergio Leone, director (Italia)                                 |
| Premio Desierto de Tabernas             | Eugenio Alabiso, montador (Italia)                              |
| Premio a la Difusión del Género Wéstern | José Enrique Martínez, escritor e historiador del cine (España) |

## Jurado

### Jurado Sección Oficial de Largometrajes
- Alex Cox, director (Reino Unido)
- Elena López Riera, directora y guionista (España)
- Cristina Delgado, periodista de RTVE (España)
- Fernando Navarro, guionista y escritor (España)
- Pepe de la Rosa, director de fotografía (España)

### Jurado Sección Oficial de Cortometrajes
- Rubin Stein, director y guionista
- Eva Almaya, actriz y productora
- Juan Manuel Gil, escritor
- Pilar Onares, compositora
- Willy Rodríguez, director de publicidad y videoclips

### Jurado Sección Cortometrajes RTVA
- Sandra Romero, guionista y directora
- José Enrique Martínez Moya, escritor cinematográfico
- Manuel Carretero, presentador de Canal Sur
- Sofía Rodríguez, directora de localizaciones y presidenta de la Asociación de Técnicos Audiovisuales de Almería (TESA).